# Фізер Іван Васильович
Іван Васильович Фізер (17 червня 1953, Лопушанка — 2 жовтня 2020, Черкаси) — український художник і скульптор, завідувач кафедри образотворчого та декоративно-прикладного мистецтва Черкаського національного університету імені Богдана Хмельницького, голова Черкаської обласної організації НСХУ. Народний художник України.

## Життєпис
Народився 17 червня 1953 в с. Лопушанка (Свалявський район, Закарпатська область).
Навчався в Ужгородському училищі декоративно-прикладного мистецтва на відділенні художньої обробки дерева, служив у ракетних військах. Працював на заводі ВТО «Електрон» інженером з естетики.
Вищу освіту здобув у Львівському державному інституті прикладного та декоративного мистецтва (диплом з відзнакою, 1980 р.).
Після закінчення інституту упродовж 16 років працював художником ДПМ Черкаських художньо-виробничих майстерень СХУ. Член НСХУ з 1988 р.
Від 2001 р. — на викладацькій роботі (спочатку за сумісництвом, а з 2008 р. й до останніх днів життя — на постійній основі) на кафедрі образотворчого та декоративно-прикладного мистецтва Черкаського національного університету ім. Б. Хмельницького. У 2008 р. здобув вчене звання доцента, з 2020 року — завідувач кафедри. Викладав студентам навчальні курси «Декоративно-прикладне мистецтво», «Скульптура», «Кольорознавство» та ін.
Від 1996 р. — відповідальний секретар Черкаської обласної організації НСХУ, у 2017 р. обраний головою цієї творчої структури. Входив до складу вищої ради митців Черкащини.
Помер 2 жовтня 2020 року.

## Творчі досягнення
Серед творчих зацікавлень митця провідне місце належить скульптурі, малярству, графіці, ДПМ тощо. Пензлю і різцю І. Фізера належить понад тисяча творчих робіт (пластика, графіка, малярство, сніцарство). Серед найвідоміших творів — «Господар гір», «Покіс», «Ватра», «Оранта», «Велет-гора», «Данило Нарбут». «Пересторога», «Пращур» та ін.
Творами скульптора і художника прикрашені інтер'єри та екстер'єри, сади та парки, церкви, вони зберігаються в Міністерстві культури України, Національній спілці художників України, музеях України, а також в приватних колекціях України, Іспанії, Польщі, Німеччини, США, Канади. Репродукції творів митця вміщено у десятках мистецьких каталогів (зокрема «Відродження», «Єдність», «Всеукраїнське триєнале скульптури», «Велес 2003» та ін.). Побачив світ і альбом-каталог творів І. Фізера. Учасник обласних, всеукраїнських і міжнародних виставок, організував сімнадцять персональних виставок.
Доцент І. Фізер є автором кількох навчальних посібників, зокрема, «Колір в інтер'єрі житлових приміщень», «Українська витинанка», «Оптичне та механічне змішування». Він є упорядником мистецького видання «Художники Шевченкового краю».

## Нагороди
- 1998 — Почесна грамота секретаріату Національної Спілки художників України.
- 2001 — почесне звання «Заслужений художник України».
- 2002, 2013 — Почесна грамота Черкаського національного університету імені Б. Хмельницького
- 2003 — Почесна грамота Черкаської обласної державної адміністрації.
- 2006 — Почесна грамота Черкаської обласної Ради.
- 2012 — Диплом премії «Смарагдова ліра» в номінації «Образотворче мистецтво».
- 2014 — Почесна грамота Черкаської обласної державної адміністрації і обласної ради.
- 2016 — пам'ятна відзнака голови Черкаської ОДА «420 років від дня народження гетьмана Богдана-Зіновія Хмельницького».
- 2016 — лауреат обласної премії імені Данила Нарбута.
- 2017 — Грамота Національної академії педагогічних наук України.
- 2020 — почесне звання «Народний художник України»[2].

## Основні праці

### Мистецькі твори
1. Пастушок (1982, дерево).
2. Хліб (1983, дерево).
3. Господарі гір (1984, теракота).
4. Свято сонця (1985, дерево).
5. Урожай (1986, дерево).
6. Пращур (1987, графіка, авт. техніка).
7. «Коли зірка ясна» (1988, шамот, солі).
8. Ярило (1990, бронза, камінь).
9. Марія (1991, шамот, солі).
10. Володар гір (1994, акварель).
11. Потік (1995, дерево).
12. Формула вічності (1997, шамот, солі).
13. Мамай (1998, акварель).
14. Дніпро (1999, шамот, солі, дерево).
15. Велет-гора (2000, шамот, солі).
16. Берегиня (2001, шамот, солі).
17. Портрет Данила Нарбута (2004, меморіальна дошка).
18. Чумацький шлях (2005, дерево).
19. Господар лісу (2007, акварель).
20. Великдень (2008, пастель).
21. Характерник (2009, шамот).
22. Пересторога (2011, теракот).
23. Царські врата іконостасу церкви св.. мучениці Тетяни (2011, дерево).
24. Пророк (2013, триптих, акварель).
25. Прощання (2015, дерево).
26. З глибини віків (2016, дерево).
27. Чорні запорожці (2017, диптих, графіка).

### Посібники, каталоги
1. Фізер І. В. Колір в інтер'єрі житлових приміщень: метод. вказівки до вивчення курсу «Кольорознвство» / І. В. Фізер. — Черкаси: В-во ЧНУ ім. Б. Хмельницького, 2005. — 36 с.
2. Фізер І. В. Оптичне та механічне змішування / І. В. Фізер, В. М. Співак. — Черкаси: В-во ЧНУ ім. Б. Хмельницького, 2006. — 24 с.
3. Фізер І. В. Українська витинанка: до вивч. курсу «Декоративно-прикладне мистецтво» / І. В. Фізер. — Черкаси: В-во ЧНУ ім. Б. Хмельницького, 2007. — 48 с.
4. Художники Шевченкового краю / упоряд.: Ю. П. Іщенко, І. В. Фізер. — Черкаси: Брама-Україна, 2008. — 176 с.
5. Фізер І. В. Пластика, графіка, малярство, сніцарство / І. В. Фізер. — Черкаси: Брама-Україна, 2008. — 264 с.

## Персональні виставки
1. 1997, 2004 — м. Канів. Музей-заповідник Т. Г. Шевченка.
2. 1997, 2002, 2003, 2008, 2009, 2010, 2011 — м. Черкаси. Обласний художній музей.
3. 1998 — м. Чигирин.
4. 1999, 2004 — м. Київ.
5. 2006 — м. Кам'янка.
6. 2010 — м. Шпола.
7. 2011 — м. Мурсія (Іспанія).